# Сусеньйос II
Сусеньйос II — негус Ефіопії упродовж короткого часу 1771 року. Був позашлюбним сином Іясу II від жінки знатного роду, що втратила своє становище при дворі.